# Brotonne-Brücke
Die Brotonne-Brücke (franz. Pont de Brotonne) ist eine über die Seine führende Schrägseilbrücke zwischen Rouen und Le Havre an der Nordküste Frankreichs. In diesem Abschnitt ist die Seine auch für Hochseeschiffe befahrbar. Die nächste Brücke flussaufwärts ist rund 70 Flusskilometer bzw. 35 Straßenkilometer entfernt die Pont Gustave Flaubert in Rouen, die nächste Brücke flussabwärts ist die rund 40 km entfernte Pont de Tancarville. Das Bauwerk ist Teil der Route départementale RD 490 und wird als vierspurige Straßenbrücke mit zwei 6,5 m breiten Fahrbahnen sowie zwei 1,5 m breiten Gehwegen genutzt. Nach einer Entscheidung des Rats im Département Seine-Maritime ist die Benutzung der Brücke seit Sommer 2005 gebührenfrei.

## Beschreibung und Daten
Die zwischen 1974 und 1977 erbaute Brücke war damals die erste große Schrägseilbrücke mit einem Brückendeck aus einem durchgehenden Spannbeton-Hohlkasten und hatte die größte Spannweite aller aus Beton gebauten Schrägseilbrücken. Sie wurde von Hellmut Homberg und den bei dem bauausführenden Unternehmen Campenon Bernard tätigen Ingenieuren Jean Muller, Jacques Mathivat und Jacques Combault entworfen. An der Gestaltung wirkten die Architekten Auguste Arsac, Philippe Fraleu und Pierre Loyer mit.
Der Brückenzug ist 1278 m lang und, abgesehen von den Tragseilen, eine reine Stahlbetonkonstruktion. Die Hauptbrücke hat eine Länge von 607 m und ihre Spannweite beträgt 320 m. Ihr Fahrbahnträger besteht aus einem oben 19,2 m und unten 8,0 m breiten sowie 3,8 m hohen einzelligen Spannbetonhohlkasten mit gleichbleibender Bauhöhe, der innen durch schräge Fertigteilstege versteift ist. Er wurde im Freivorbau mit Fertigteilsegmenten hergestellt. Die beiden Seitenfelder besitzen Feldweiten von jeweils 143,5 m. Für Schiffe beträgt die Durchfahrtshöhe 50 m.
Die beiden in Querrichtung mittig angeordneten stabförmigen Pylone aus Stahlbeton haben eine Höhe von 125 m. Die 21 Schrägseile sind auf Kabelsätteln durch die Pylone hindurchgeführt und in einer beidseitig fast harfenförmigen Anordnung im Brückendeck verankert.
Die Hauptbrücke wird von einer nördlichen und einer südlichen Rampenbrücke ergänzt, die im Regelfall einen Pfeilerachsabstand von 58,5 m haben. Die Rampenbrücken sind Balkenbrücken, deren konstante Überbauhöhe von 3,8 m unverändert zur Hauptbrücke ist. Die Pfeiler sind 8,75 m breit und besitzen einen Hohlquerschnitt.